# Coptoeme triguttata
Coptoeme triguttata là một loài bọ cánh cứng trong họ Cerambycidae.